# لويس كونر
لويس كونر (بالإنجليزية: Lois Conner)‏ هي مصورة أمريكية، ولدت في 1951.